# Formatie van Landelies
De Formatie van Landelies is een geologische formatie in de ondergrond van België. Deze formatie werd gevormd tijdens het Carboon (Dinantiaan) en bestaat hoofdzakelijk uit crinoïdenhoudende kalksteen.

## Beschrijving
De Formatie van Landelies werd voor het eerst beschreven door Henry de Dorlodot in 1895. Het stratotype bevindt zich in een groeve vlak ten noorden van het dorp Landelies in Henegouwen. De formatie is in de centrale Ardennen rond Dinant minder dan 20 meter dik. In Henegouwen kan de dikte waarschijnlijk oplopen tot rond de 50 meter.
De bioklastische kalksteen van de Formatie van Landelies bestaat uit dikke donkergrijze banken, die afgewisseld worden met dunne lagen van kleisteen of schelpenbedden. Naast crinoïden bevat de kalksteen andere fossiele zoals koraal (met name van het geslacht Rugosa) en brachiopoden. De brachiopode Spiriferina peracuta is een veel voorkomend gidsfossiel in de formatie. Lokaal kan de kalksteen sterk zijn gedolomitiseerd.

## Voorkomen en stratigrafische relaties
De Formatie van Landelies komt voor in vrijwel heel het gebied van het Synclinorium van Dinant en zijn oostelijke equivalent, het Synclinorium van Verviers. Dat betekent dat de formatie te vinden is in de provincies Henegouwen, Waals-Brabant, Namen en Luik.
De Formatie van Landelies vormt het bovenste deel van het Hasteriaan, de bovenste subetage van het Tournaisiaan. Het Tournaisiaan is op zijn beurt de onderste etage in het Carboon.
De formatie ligt boven op kalkige schalie of schiefer van de Formaties van Orient (westen van Henegouwen) en Pont d'Arcole (Brabant, Namen en Luik). Boven op de Formatie van Landelies bevindt zich in het oosten van België de massieve dolosteen van de Formatie van de Vesder. De overgang van kalksteen naar dolosteen is niet diachroon van aard: de Formatie van Landelies is naar het noorden toe sterker gedolomitiseerd.
In het Synclinorium van Dinant (centrale Ardennen) en het westen van Henegouwen ligt bovenop de Formatie van Landelies de kalkschalie en kleiige kalksteen van de Formatie van Maurenne. In het overgangsgebied rond Esneux is deze formatie afwezig. In plaats daarvan liggen in dit gebied boven op de Formatie van Landelies meer crinoïdenhoudende kalkbanken (Formatie van Yvoir).
De Formatie van Landelies wordt in het oosten van België tot de Groep van Bilstain gerekend en in de centrale Ardennen tot de Groep van het station van Gendron. De formatie is het laterale equivalent van het onderste lid van de Formatie van Engihoul, die in het oosten van het Synclinorium van Namen voorkomt.